# Urnebes

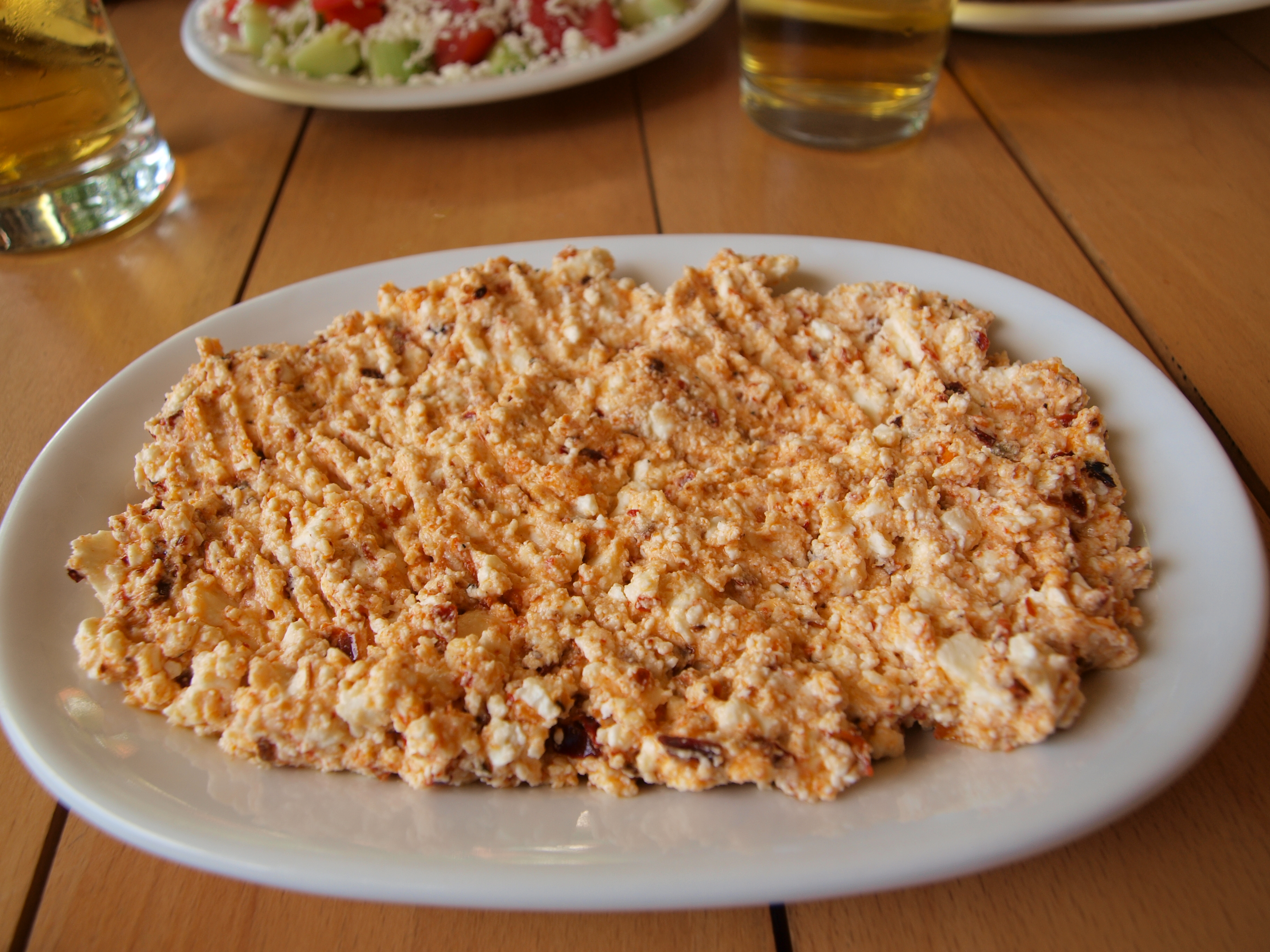

Urnebes (Serbisch: Урнебес, "Durcheinander") ist ein beliebter Salat aus der südserbischen Küche, welcher als Beilage zu Gegrilltem oder als Vorspeise mit frischem Brot serviert wird. Der Aufstrich wird in der Regel pikant bis scharf gewürzt. 

## Zubereitung
Weißen Käse in einer Schüssel mit der Gabel zerdrücken und mit scharfen Paprikaflocken würzen. Saisonal werden auch frische, geröstete Chillies verwendet. Sehr fein gehackten Knoblauch dazugeben und die Masse mit neutralem Öl auflockern, bis die gewünschte Konsistenz erreicht wird. 